# Кобальт (спецподразделение)
Кобальт — группа специального назначения МВД СССР в Афганистане (1980—1983).

## История
Группа специального назначения «Кобальт» МВД СССР была создана летом 1980 года в связи с войной в Афганистане. Группа формировалась из действующих оперативных сотрудников различных подразделений МВД СССР и насчитывала около 600 человек.
В Афганистане «Кобальт» действовал в тесном взаимодействии с отрядом спецназа КГБ СССР «Каскад». По инициативе заместителя министра внутренних дел группа была передана в оперативное подчинение командиру «Каскада» А. И. Лазаренко.
Одной из задач, которые возлагало руководство КГБ на Лазаренко, было создание Царандоя (органов МВД ДРА), эта задача полностью легла на «Кобальт». Его бойцы стали советниками и инструкторами при формировании и подготовке подразделений Царандоя.
Помимо обучения афганских коллег, сотрудники «Кобальта» создавали на автодорогах блок-посты — своеобразные фильтры миграции гражданского населения. Также была развернута агентурно-разведывательная работа по сбору информации от населения, которая приносила определённые плоды.
Для многих сотрудников группы работа по бандам была привычна: в СССР им приходилось сталкиваться с вооруженным бандитизмом, и они представляли, как надо с ними бороться. Этим опытом и соображениями они делились с сотрудниками «Каскада». Обе группы практически были идентичны, дислоцировались вместе, вместе воевали, имели одинаковую вооруженность и оснащенность.
Бойцы «Кобальта» совместно с бойцами «Каскада» неоднократно принимали участие в войсковых и специальных операциях против афганских моджахедов. В одном из таких боев осенью 1980 года, в ходе проведения операции по ликвидации бандформирования Ахмад Шах Масуда в районе местечка Шиваки, боевой дозор отряда в составе 10 бойцов обеих групп попал в засаду, понеся тяжелые потери: погибло 7 спецназовцев, 2 были ранены. Сотрудник «Кобальта» Михаил Исаков целую ночь в одиночку вел бой с моджахедами, не позволив им надругаться над телами погибших товарищей.
Указом Президиума Верховного Совета СССР от 4 ноября 1980 года за мужество и героизм, проявленные при выполнении воинского долга, сотруднику отряда «Кобальт» капитану милиции М. И. Исакову было присвоено звание Героя Советского Союза.
Период афганской войны была особенным этапом в развитии МВД СССР, тогда впервые это ведомство получило возможность иметь свое представительство и работать на территории иностранного государства. В восьмидесятые годы о группе спецназа «Кобальт» знал лишь узкий круг лиц.
По данным первого командира группы генерал-майора милиции Бексултана Дзиоева, «Кобальт» состоял из 23 разведгрупп, дислоцированных по афганским провинциям, и одного резервного подразделения в Кабуле.
Весной 1983 года «Кобальт» был выведен из Афганистана и расформирован.